# 吉姆霍格縣 (德克薩斯州)
吉姆霍格县（英語：Jim Hogg County）是位於美國德克薩斯州南部的一個縣。面積2,943平方公里。根據美國2000年人口普查，共有人口5,281人。縣治希布倫維爾（Hebbronville）。
成立於1913年3月31日（縣政府成立於8月11日）。縣名紀念第二十一任州長州長詹姆斯·史提芬·霍格（James Stephen Hogg）。